# Salah Shehadeh
Salah Mustafa Muhammad Shehadeh (parfois écrit Schechade, arabe : صلاح مصطفى محمد شحادة), né à Gaza le 24 février 1953 et mort le 22 juillet 2002, est l'un des chefs présumés des Brigades Izz al-Din al-Qassam, la branche armée du Hamas, jusqu'à son « assassinat ciblé » en juillet 2002. 
Les circonstances de sa mort, qui ont fait de larges « dégâts collatéraux » (14 morts et plus de 150 blessés), ont conduit à l'ouverture d'une enquête en Espagne contre des membres de Tsahal, l'armée israélienne, ainsi que d'anciens ministres, dont Binyamin Ben-Eliezer, pour crime de guerre ainsi qu'à l'examen de l'« affaire Shehadeh » par la Cour suprême d'Israël.

## Un haut dirigeant du Hamas
Salah Shehadeh était membre du Hamas depuis sa création en 1987. Il devint rapidement un de ses hauts responsables, et fut arrêté à plusieurs reprises par Israël, mais aussi par l'Autorité palestinienne, étant emprisonné de 1988 à 1999. Après la mort de Yahia Ayache en 1996, il devint selon l'État israélien l'un des plus hauts responsables du Hamas, aux côtés de Mohammed Deïf et Adnan al-Ghoul.
Durant la seconde intifada, il a été accusé par Israël d'avoir organisé plusieurs attaques contre des soldats et des civils israéliens dans la bande de Gaza ainsi que sur le territoire de l'État israélien. On l'a aussi accusé d'avoir participé à la production de roquettes Qassam, tirées contre des civils, ainsi que dans la contrebande d'équipement militaire. Après son assassinat en juillet 2002, il aurait été remplacé par Abdel Aziz al-Rantissi. Le Hamas a immédiatement répliqué à cet assassinat, en revendiquant le 31 juillet 2002 l'attentat-suicide commis à l'université hébraïque de Jérusalem, qui a fait neuf morts (dont un étudiant français).

## Assassinat et réactions immédiates
Shehadeh a été tué le 22 juillet 2002, peu avant minuit, par une bombe d'une tonne larguée par un F-16 israélien,. Larguée dans le quartier Al-Daraj à Gaza, la bombe a aussi tué un autre membre du Hamas, 14 civils (dont la femme de Shehadeh, ses neuf enfants et un autre enfant,, l'un d'eux un bébé de deux mois) et 150 blessés (la moitié environ grièvement),. Plusieurs maisons du voisinage ont aussi été détruites lors du bombardement : 6 selon un document d'Amnesty International de 2003, 17 dont 8 complètement rasées selon la plainte déposée en Espagne et d'autres auteurs dont l'avocat Daniel Machover (en),.
L'attaque eu lieu quelques mois après l'opération Rempart, terminée début mai 2002, alors que des négociations étaient en cours entre l'État israélien et l'Autorité palestinienne afin d'alléger les tensions dans la bande de Gaza. Elle fut condamnée par les autres États du Moyen-Orient, d'Europe de l'Ouest, de l'Union européenne, de la Russie et des États-Unis (y compris de George W. Bush,). Ari Fleischer, alors porte-parole de la Maison-Blanche, déclara qu'à la différence des bombardements en Afghanistan, il ne s'agissait pas ici d'une « erreur » mais d'une « attaque délibérée » dont on savait qu'elle allait faire des victimes « innocentes ».
Yasser Abed Rabbo, ministre palestinien de l'Information, qualifia alors l'assassinat de « crime de guerre ». Ariel Sharon, alors Premier ministre d'Israël, a d'abord affirmé qu'il s'agissait d'un des « plus grands succès » des opérations militaires en cours, avant de se rétracter en disant que s'il avait pu prévoir les conséquences de cet acte, il aurait ordonné de reporter l'« assassinat ciblé » de Shehadeh. Plusieurs hauts responsables, dont le général Giora Eiland, le ministre des Finances Silvan Shalom et le ministre des Affaires étrangères Shimon Peres, déclarèrent alors que l'opération avait été reportée plusieurs fois en raison d'informations selon lesquelles des civils étaient présents auprès de Shehadeh. Voix discordante au sein du gouvernement israélien, Peres qualifia toutefois l'attaque de « tragédie », tout en indiquant que Shehadeh était responsable de la mort de « plus de 200 personnes ».
Le lendemain de l'attaque, Benjamin Ben-Eliezer, ministre de la Défense, avait déclaré que selon les informations de l'État israélien, aucun civil n'était à proximité de Shehadeh lors du tir. Selon des déclarations plus tardives de l'État israélien, faites aux magistrats de la Cour suprême d'Israël, ils pensaient alors qu'il n'y avait que Shehadeh, sa femme et un autre activiste du Hamas dans la maison visée, tandis que la maison mitoyenne était, selon ce qu'ils ont déclaré savoir à l'époque, vide. Le général Dan Haloutz, commandant en chef de l'aviation israélienne, déclara le 24 juin 2003: « Nous avons tiré en sachant que sa femme serait à côté de lui. »
Ari Shavit, commentateur du Haaretz, sans mettre cette attaque sur le même plan que les attaques terroristes perpétrées contre Israël, déclara cependant qu'il ne s'agissait là ni d'un succès militaire, ni d'une opération ratée, mais de la « première attaque terroriste qu'Israël a perpétré depuis des années », désignant celle-ci comme le résultat d'« une décision directe, délibérée et consciente du Premier ministre d'Israël de larguer une bombe d'une tonne sur un quartier résidentiel. »

## Procédure judiciaire en Israël et en Espagne
L'association israélienne Yesh Gvoul demanda en septembre 2002 à l'avocat général militaire, puis le 9 septembre 2003 à l'avocat général de l'État, d'ouvrir une enquête sur cette opération. La pétition de Yesh Gvoul vise Ariel Sharon, Premier ministre à l'époque des faits, Benjamin Ben-Eliezer, alors ministre de la Défense, Moshe Ya'alon, chef d'état-major, Dan Haloutz, commandant de l'aviation et maintenant chef d'état major, Elyakim Rubinstein, ex-avocat général, l'ex-magistrat Menachem Finkelstein, etc.
À la suite de la première pétition, une enquête interne de l'armée conclut que les « dommages collatéraux » n'étaient pas prévisibles, version acceptée par le procureur général qui décida donc de clore le dossier. Yesh Gvoul et cinq écrivains israéliens célèbres saisirent alors la Cour suprême d'Israël le 30 septembre 2003,.
Par ailleurs, la Cour suprême était saisie depuis janvier 2002 d'une action concernant la politique des « assassinats ciblés » (Comité public contre la torture en Israël contre Israël), et affirma le 14 décembre 2006 qu'on ne pouvait décréter de façon générale que cette politique soit, ou non, légale, mais seulement au cas par cas. Aharon Barak, alors président de la Cour suprême, déclara lors de cet arrêt, dans une claire allusion au cas Shehadeh que la Cour avait décidé de suspendre, le 22 mars 2004, en raison de son examen plus général de la politique des assassinats ciblés:
« Prenons le cas d'un simple combattant, ou d'un sniper terroriste qui tire sur des soldats ou des civils à partir d'un porche. Riposter serait un acte proportionné même si, finalement, un voisin ou un passant innocent était blessé. Mais il n'en serait pas de même si le bâtiment était bombardé et que des dizaines d'habitants de cet immeuble et des passants étaient touchés. »
En 2007, la Cour s'est ressaisie du cas Shehadeh. Elle demande à un organisme « objectif et indépendant » d'ouvrir une enquête afin de décider... s'il fallait ouvrir une enquête,. Le premier ministre Ehoud Olmert nomma alors, le 23 janvier 2008, une commission d’enquête composée de deux ex-généraux des forces armées (Zvi Inbar et Iztchak Eitan) et d'un ancien responsable du General Security Service (Iztchak Dar). Cette commission, présidée par le brigadier-général Zvi Inbar, devait procéder à une enquête interne de l'armée et à l'examen de l'information alors connue des services de renseignement israéliens, ses conclusions n'ayant aucune valeur devant un tribunal. Selon les plaignants, la composition de la commission est à revoir, puisqu'elle n'inclut que des militaires et aucun magistrat ni un représentant du public, et que cela justifie donc l'ouverture d'une enquête criminelle puisqu'une telle commission n'apporterait rien de nouveau par rapport aux enquêtes internes déjà effectuées par l'armée. Le 23 décembre 2008, la Cour rejeta cette nouvelle requête des plaignants, affirmant que la composition de la Commission était correcte et, en tant que telle, relevait de l'autorité discrétionnaire de l'exécutif. En juillet 2009, les travaux de la commission étaient donc toujours en cours. 
C'est dans ce contexte — et alors que la première saisine de la Haute Cour de Justice avait fait explicitement référence au besoin de se saisir de l'affaire avant que ce ne fût fait à l'étranger — que six Palestiniens, victimes des « dégâts collatéraux » du bombardement, ont porté plainte en Espagne, en juillet 2008, assistés du Centre palestinien pour les droits de l'homme. Ainsi, le juge Fernando Andreu Merelles, de l'Audience nationale, décida d'ouvrir une enquête le 20 janvier 2009, en vertu de la loi sur la compétence de juridiction universelle, contre sept responsables politiques et militaires israéliens accusés de crime de guerre, voire de crime contre l'humanité,, dans cette affaire,. Contrairement à la justice israélienne, le juge Merelles considère non seulement que la mort des civils pourrait constituer un crime contre l'humanité, mais que le tir visant Shehadeh lui-même constituerait un meurtre répréhensible.
Parmi les inculpés :
- le général Dan Haloutz, alors chef d'état-major de l'armée ;
- Benjamin Ben-Eliezer, alors ministre de la Défense ;
- Moshe Yaalon, ancien chef d'état-major (aujourd'hui vice-Premier ministre) ;
- Doron Almog (en), ancien commandant de la région Sud ;
- Giora Eiland, ancien chef du Conseil de sécurité nationale ;
- Michael Herzog, alors secrétaire militaire du ministère de la défense ;
- Abraham Dichter, ancien responsable des services de renseignement[1],[10].

En août 2008, la Cour avait demandé par commission rogatoire à l'État d'Israël où en était l'affaire, et déclara en janvier 2009 que « les faits peuvent et doivent être instruits par la cour espagnole, d'autant qu'aucune réponse n'a été apportée par l'État d'Israël et qu'aucune preuve n'a été donnée sur l'ouverture d'une enquête sur ces faits ». 
Doron Almog avait déjà été visé par une plainte déposée contre lui au Royaume-Uni, qui incluait entre autres cette affaire, et qui l'avait incité à ne pas descendre de l'avion à l'aéroport d'Heathrow en septembre 2005 afin d'éviter une convocation judiciaire. Le mandat britannique a cependant depuis été annulé, tandis qu'une enquête interne à la police britannique était censée découvrir l'origine de la fuite ayant alerté Almog.
Le ministre espagnol des Affaires étrangères, Miguel Moratinos, déclara alors à son homologue israélien, Tzipi Livni, qu'il ferait tous ses efforts pour convaincre le magistrat de changer d'avis, mais que le pouvoir judiciaire espagnol demeurait indépendant. Le gouvernement israélien avisa les officiers inculpés de ce qu'ils devaient éviter les voyages. Ben-Eliezer déclara pour sa part qu'il ne regrettait pas l'opération, qu'elle avait été reportée trois fois en raison d'informations selon lesquelles il y avait des civils près de Shehadeh, et que lorsque le bombardement eu lieu, ses services ne détenaient pas d'information, selon lui, selon lesquelles des civils seraient près de Shehadeh.
Le procureur espagnol demanda le 2 avril 2009, après envoi de documents par l'État d'Israël, que la Cour renonce à sa compétence, mais que cela ne serait valable que si des poursuites étaient engagées en Israël. Cette requête fut rejetée le 4 mai 2009 par la Cour espagnole, qui affirma que l'enquête militaire interne et la composition de la Commission israélienne n'assurait pas les conditions suffisantes d'une enquête sérieuse. Elle déclara aussi que « les faits sont arrivés dans la ville de Gaza, que la communauté internationale admet, sans discussion et dans son ensemble, comme étant un territoire ne formant pas partie de l'État d'Israël ». Elle ajoute que la défense judiciaire israélienne affirme aussi qu'il s'agit d'« activités belliqueuses commises en territoire étranger ». 
À la suite de pressions émanant d'Israël, de Chine et des États-Unis, le Sénat espagnol limita le 19 mai 2009 la loi de compétence universelle, celle-ci ne devant plus s'appliquer qu'à des plaignants de nationalité espagnole ou à des suspects présents sur le territoire de l'Espagne. Le 30 juin 2009, la cour d'appel espagnole renversa par 14 voix contre 4 la décision du tribunal et décida de clore l'enquête, au motif qu'une procédure était déjà en cours en Israël,. Les plaignants firent appel devant la juridiction suprême. Le droit espagnol ne permet toutefois par leur jugement par contumace, mais le juge de l'Audience nationale est habilité à émettre un mandat d'arrêt international. En octobre 2009, le vice-Premier ministre Moshe Yaalon annula un voyage au Royaume-Uni sur les conseils de son équipe juridique en raison de cette affaire.